# 독수리자리 크시 b
독수리자리 크시 b는 독수리자리 방향으로 지구로부터 약 200광년 떨어진 곳에 있는 외계 행성이다. 오카야마 행성 탐사 프로그램에 참여한 사토 고로 연구진이, 2008년 2월 19일 황색 거성 독수리자리 크시를 이 행성이 돌고 있는 것을 발견했다. b의 최소 질량은 목성의 2.8배이며 항성을 137일에 1회 돈다.

## 같이 보기
- 돌고래자리 18 b
- 살쾡이자리 41 b

## 참고 문헌
- (영어) Sato, Bun'ei; Izumiura, Hideyuki; Toyota, Eri; Kambe, Eiji; Ikoma, Masahiro; Omiya, Masashi; Masuda, Seiji; Takeda, Yoichi; Murata, Daisuke; Itoh, Yoichi; Ando, Hiroyasu; Yoshida, Michitoshi; Kokubo, Eiichiro; Ida and Shigeru (2006). “Planetary Companions around Three Intermediate-Mass G and K Giants: 18 Delphini, Xi Aquilae and HD 81688”. 《Astronomical Society of Japan》 60 (3): 539--550. doi:2008PASJ...60..539S |doi= 값 확인 필요 (도움말).
- (영어) “Planetary Companions around Three Intermediate-Mass G and K Giants: 18 Delphini, Xi Aquilae, and HD81688” (PDF). 《http://pasj.asj.or.jp》. 다음 글자 무시됨: ‘2008-06-25 ’ (도움말); |웹사이트=에 외부 링크가 있음 (도움말)